# مروة عزام
مروة عزام هي إعلامية مصرية تخرجت في كلية الإعلام جامعة عين شمس 
من أشهر أعمالها برنامج «أطفال ولكن»، على قدمته علي قناة المحور و هو برنامج يستهدف الأطفال الصغار وأسرهم، واكتشاف المواهب، بجانب وضع حلول لمشاكل الأطفال.